# 茶所駅
茶所駅（ちゃじょえき）は、岐阜県岐阜市加納八幡町にある、名古屋鉄道名古屋本線の駅である。駅番号はNH58。茶所検車支区を併設する。
普通列車のみが停車する。隣の加納駅との駅間距離は0.4kmで、名古屋鉄道で最短である。岐阜県および岐阜市と名鉄は、名鉄岐阜駅に至る区間を高架化して当駅と加納駅を廃止し、統合駅を新設する都市計画を進めている（#駅周辺も参照）。

## 歴史
- 1914年（大正3年）[3]
  - 6月2日 - 上川手駅として開業。
  - 12月14日 - 茶所駅に改称届出。
- 1956年（昭和31年）12月28日 - 茶所検車区新設[4]（後年、茶所検車支区に改称[5]）。
- 1967年（昭和42年）12月1日 - 無人化[6]。
- 1992年（平成4年）12月25日 - 無人駅案内システム使用開始[7]。
- 2005年（平成17年）
  - 12月6日 - 駅集中管理システム稼働。
  - 12月14日 - トランパス対応。
- 2006年（平成18年）3月21日 - ホーム嵩上げ工事完了。
- 2011年（平成23年）2月11日 - ICカード乗車券「manaca」供用開始。
- 2012年（平成24年）2月29日 - トランパス供用終了。

## 駅構造
相対式ホーム2面2線の地上駅。ホームは4両分。旧駅舎撤去後はホームのみの駅となっていたが、駅集中管理システムが導入された際に現在の駅舎が新設された。改札口は各ホームの名鉄岐阜寄りに1箇所ずつあり、付近には自動券売機（通勤manaca定期券（新規・継続）および通学manaca定期券（継続のみ）の購入も可能。ただし、名鉄ミューズカードでの決済は7:00～22:00の間に限られる。）及び自動精算機（ICカードのチャージ等も可能）を1台ずつ備えている。なお、改札内に互いのホームを行き来できる通路は無い。
旅客案内上および営業業務的には無人駅ではあるが、隣接する茶所検車支区の一部が茶所駅構内扱いであるため、構内入換に従事する駅員が所属しており、駅長も配属されている。
当駅の名古屋寄りで上り線と茶所検査支区への出入庫線が平面交差しており（ダブルスリップスイッチではない）、ダイヤ作成の障害となっている。

### のりば
| 番線 | 路線          | 方向 | 行先                           |
| ---- | ------------- | ---- | ------------------------------ |
| 1    | NH 名古屋本線 | 下り | 名鉄岐阜ゆき                   |
| 2    | NH 名古屋本線 | 上り | 名鉄一宮・名鉄名古屋・金山方面 |

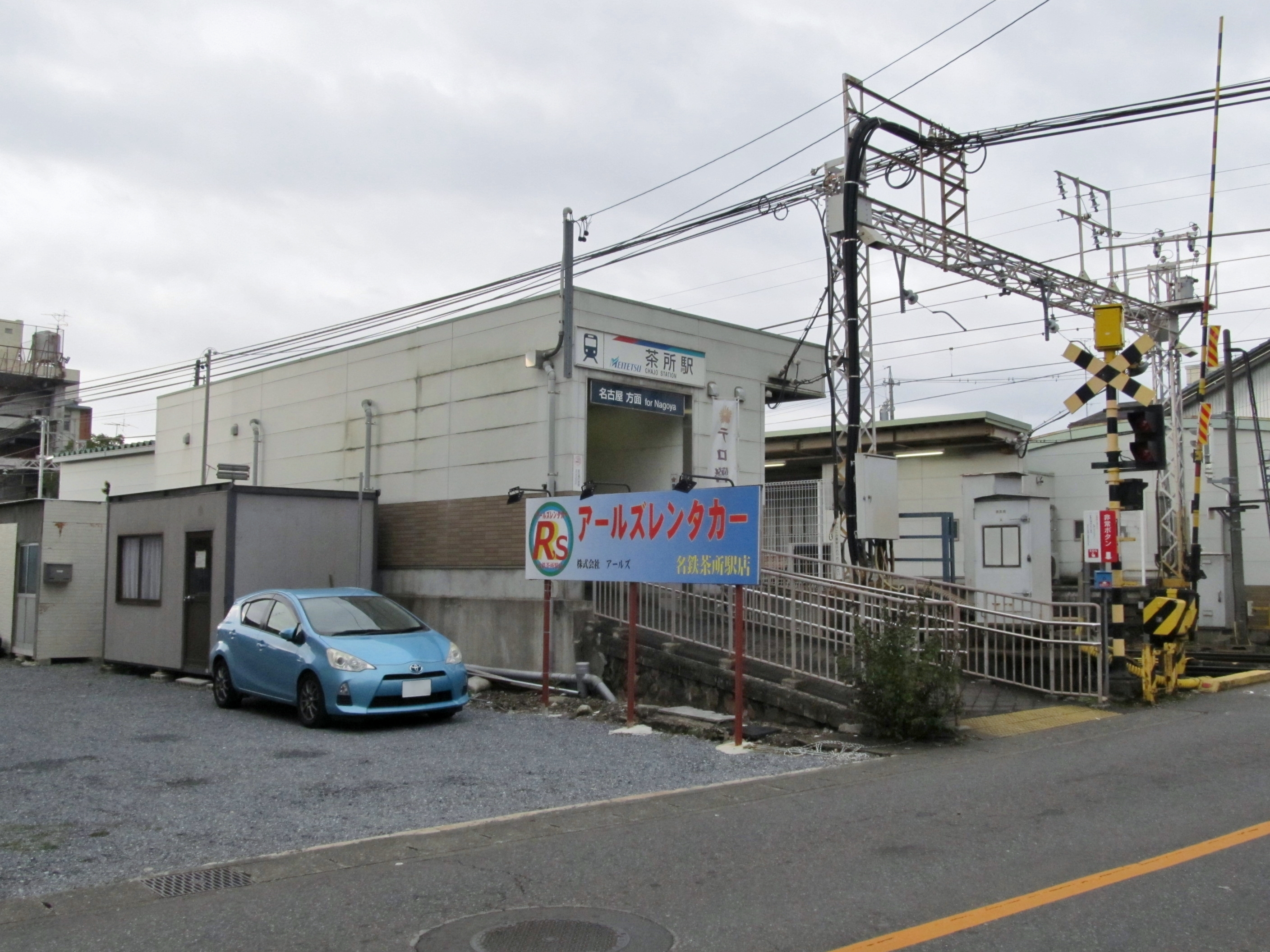
駅舎（名古屋方面）
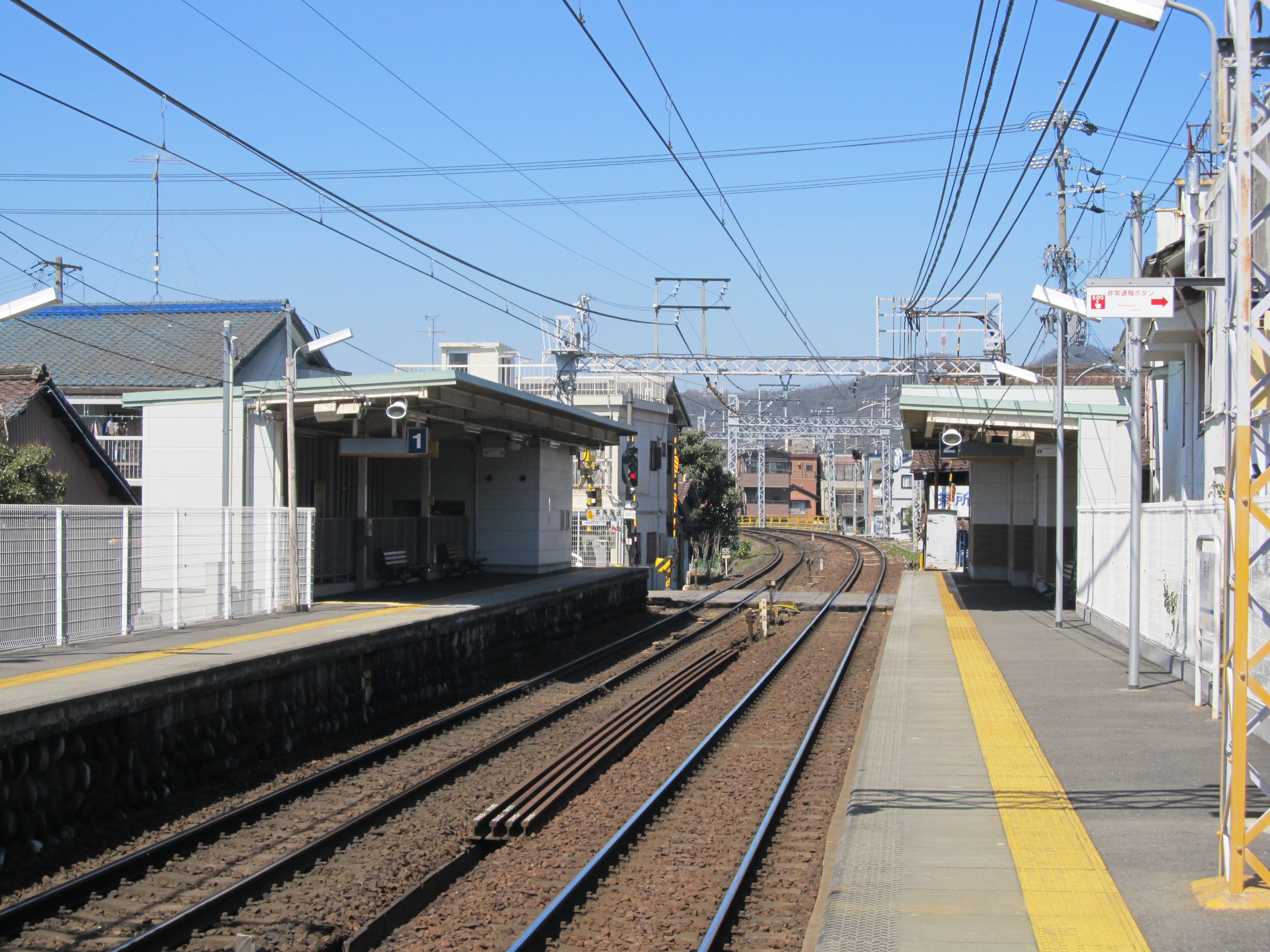
ホーム
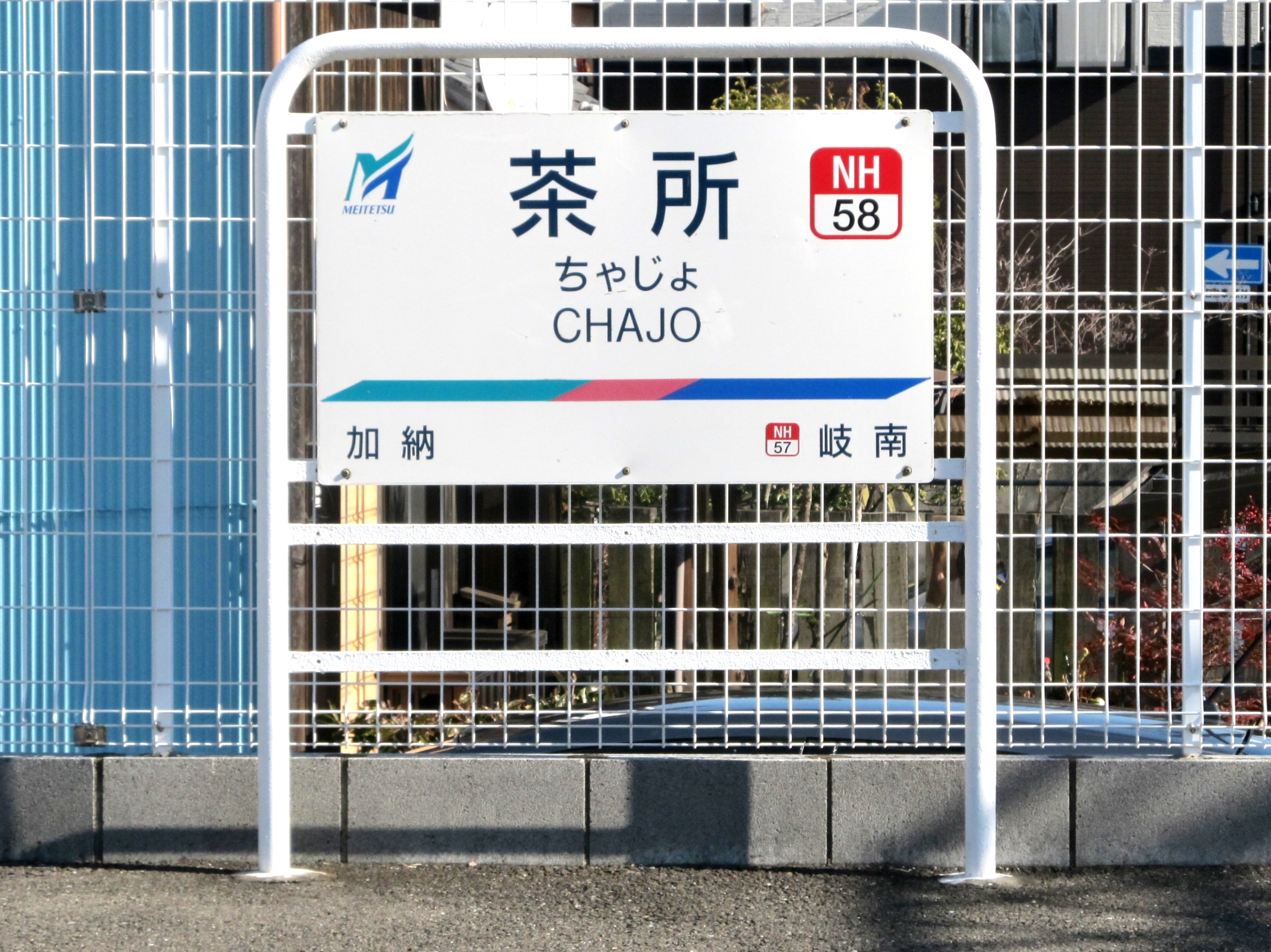
駅名標

### 配線図
| ← 一宮・ 名古屋・ 新羽島方面 | 名古屋鉄道 茶所駅 構内配線略図 | → 岐阜方面 |
| 凡例 出典:                   |                                |            |

## 利用状況
- 『名鉄120年：近20年のあゆみ』によると2013年度当時の1日平均乗降人員は535人であり、この値は名鉄全駅（275駅）中257位、名古屋本線（60駅）中57位であった[12]。
- 『名古屋鉄道百年史』によると1992年度当時の1日平均乗降人員は605人であり、この値は岐阜市内線均一運賃区間内各駅（岐阜市内線・田神線・美濃町線徹明町駅 - 琴塚駅間）を除く名鉄全駅（342駅）中264位、名古屋本線（61駅）中57位であった[13]。

名鉄社史および移動等円滑化取組報告書による一日平均乗降人員の推移は以下の通りである。
| 年度               | 一日平均 乗降人員 | 備考   |
| ------------------ | ----------------- | ------ |
| 1992（平成04）年度 | 605               | [ 13 ] |
| …                  |                   |        |
| 2013（平成25）年度 | 535               | [ 12 ] |
| …                  |                   |        |
| 2019（令和元）年度 | 635               | [ 14 ] |
| 2020（令和02）年度 | 514               | [ 15 ] |
| 2021（令和03）年度 | 553               | [ 16 ] |

## 駅周辺

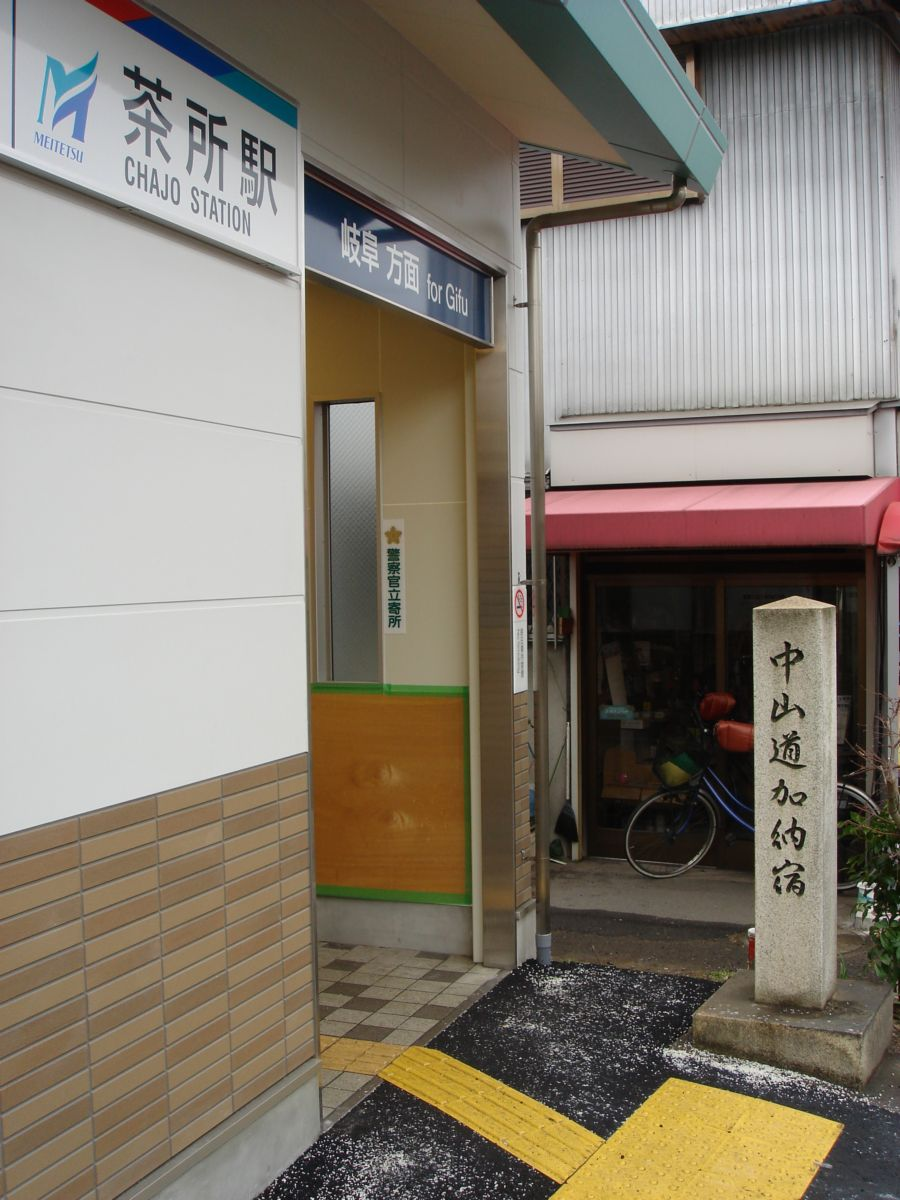
駅舎傍にある中山道加納宿の標柱

住宅街。旧中山道沿いにある。駐輪場はあるが利用者数に対してかなり狭いため、便はあまりよくない。トランパス対応工事の影響によりこの駐輪場はさらに狭くなった。平日昼間には新設された駅舎の通路にまで自転車があふれている。
当駅の岐南駅寄りに茶所検車支区があり、上下線合わせて1時間当たり20本以上走る営業列車の他に回送列車が終日走行し、検車支区との入換作業では本線を支障する。回送列車の本数は2005年1月の空港線開業に伴ってさらに増加し、周辺道路の交通渋滞はより悪化している。
そのため、岐阜市などが主体となって岐南 - 当駅間にある境川橋梁と名鉄岐阜駅の間を連続立体交差化し、当駅と加納駅を統合する計画がある。この際、当駅および加納駅を廃止した上で、その中間に統合駅を新設する。2021年度内に岐阜県、岐阜市、名鉄を事業主体とする岐南 − 名鉄岐阜間の高架化の計画について国から事業認可が下りる見通しとなった。

## バス路線
駅の東に「茶所」バス停が、西に「城東通り1丁目」バス停がある。
また、駅のすぐ西に岐阜市コミュニティバスの「いながき理容店・松野酒店前」バス停がある。
茶所バス停
- 岐阜バス：岐南町線
  - JR岐阜、岐阜大学、岐阜大学病院 方面
  - 岐南町三宅 方面

城東通り1丁目バス停
- 岐阜バス：松籟加納線
  - JR岐阜、長良橋、松籟団地 方面
  - 下川手、東川手、岐南営業所 方面
- 同：尾崎団地線
  - JR岐阜、県総合医療センター、各務原高校前、諏訪山団地 方面
  - 下川手 方面
- 同：北方河渡線（平日のみ）
  - JR岐阜、北方バスターミナル、芝原6丁目 方面
  - 下川手 方面

いながき理容店・松野酒店前バス停
- 厚見・茜部ぐるりふれあいバス（岐阜市コミュニティバス）
  - 厚見中学校前、JR岐阜駅南口 方面
  - 厚見中学校前、アピタ岐阜店、バロー茜部本郷店 方面

## 隣の駅
名古屋鉄道
NH 名古屋本線
□ミュースカイ・□快速特急・■特急・□快速急行・■急行・■準急
通過
■普通
岐南駅（NH57） - 茶所駅（NH58） - 加納駅（NH59）